# Conus ermineus
Conus ermineus é uma espécie de gastrópode do gênero Conus, pertencente à família Conidae.

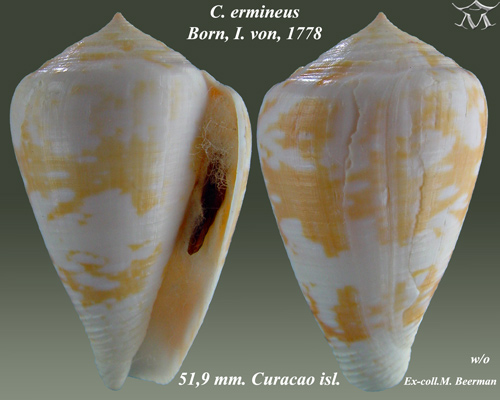
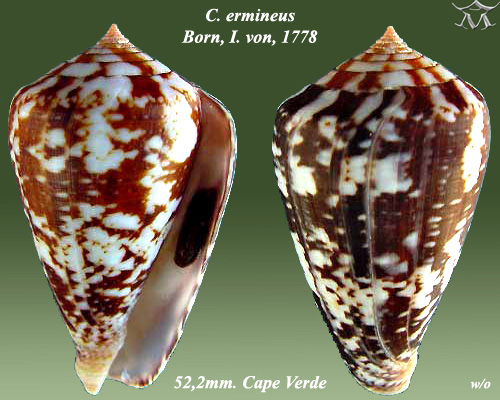
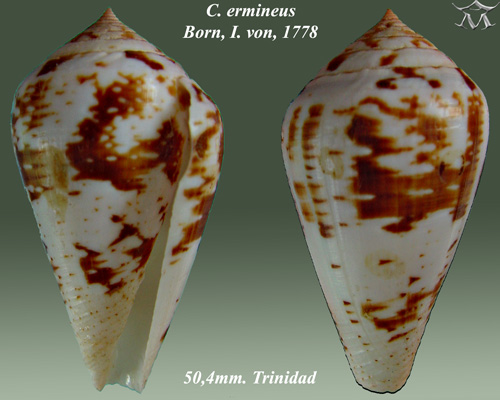